# هورنی پوریتشی (ناحیه ستراکونیتسه)
هورنی پوریتشی (ناحیه ستراکونیتسه) (به چکی: Horní Poříčí) یک منطقهٔ مسکونی در جمهوری چک است که در ناحیه ستراکونیتسه واقع شده‌است. هورنی پوریتشی ۷٫۰۵ کیلومتر مربع مساحت و ۳۰۶ نفر جمعیت دارد و ۴۱۲ متر بالاتر از سطح دریا واقع شده‌است.